# سهیل نجف‌آباد
سهیل نجف‌آباد روستایی در دهستان رودشور بخش مرکزی شهرستان زرندیه استان مرکزی ایران است.

## جمعیت
بر پایه سرشماری عمومی نفوس و مسکن در سال ۱۳۹۵ جمعیت این روستا ۲۷ نفر (۹خانوار) بوده‌است.